# Sejahtera (Manggeng)
Sejahtera is een bestuurslaag in het regentschap Aceh Barat Daya van de provincie Atjeh, Indonesië. Sejahtera telt 2006 inwoners (volkstelling 2010).